# Bureau of Indian Affairs (jeu de rôle)
Ne doit pas être confondu avec Bureau of Indian Affairs.
Bureau of Indian Affairs, ou B.I.A. est un jeu de rôle occulte contemporain publié en novembre 2009 par Les XII Singes, déjà éditrice de jeux de rôle tels que Trinités, Abymes ou Adventure Party, et qui met en scène les activités de cette agence fédérale américaine chargée des crimes liés aux amérindiens. 

## Univers de jeu
Les joueurs incarnent des agents gouvernementaux venus d’horizons très divers (DEA, armée, officine privée, université, milieu criminel…) qui devront naviguer dans un contexte très spécifique, celui de la communauté amérindienne américaine.
Dans le cadre de leurs enquêtes, les agents seront parfois confrontés à l’inexplicable sous forme de magie et de mythe amérindiens.
Si le surnaturel est une part importante du jeu, c’est principalement sa profonde implication culturelle qui prévaut. En effet, tout le piquant des aventures des joueurs reposera sur la situation sociale, politique et économique des amérindiens qui forment une communauté spécifique.

## Parutions
Le premier supplément, Ghost Dance, est paru en 2010 sous le label du Studio09. Il comprend une campagne en 5 scénarios et une description de la réserve de Wind River.
Le second supplément, Ya Basta !, consacré aux minorités indiennes du Chiapas et au EZLN, est paru en juillet 2011 sous le label du Studio09.
Le troisième supplément, Wakan Tanka, consacré au monde des esprits, par le Studio09, est sorti en octobre 2011.
Le quatrième supplément, Skin Walker, présentant une campagne basée sur le mythe des porteurs de peaux est parue en mars 2012, toujours au Studio09.
Le cinquième supplément, Tawiscara, qui offre une campagne révélant un complot impliquant certaines autorités est sorti en septembre 2013, au Studio09.
Deux autres suppléments sont en préparation.